# Samir Benghanem
Samir Benghanem (Den Haag, 10 december 1993) is een Nederlandse handbalspeler die sinds 2014 speelt voor Aalsmeer.

## Biografie
Benghanem speelde tot 2014 bij Hellas, waarna hij zich bij Aalsmeer aansloot.
Benghanem debuteerde op 30 oktober 2013 in het Nederlands team thuis tegen Griekenland. Ook was hij deel van de Nederlandse selectie die meedeed aan het EK 2020.